# آدم بولدر
آدم بولدر (بالإنجليزية: Adam Bolder)‏ هو لاعب كرة قدم بريطاني في مركز الوسط، ولد في 25 أكتوبر 1980 في كينغستون أبون هال في المملكة المتحدة. لعب مع برادفورد سيتي وديربي كاونتي وشيفيلد وينزداي وكوينز بارك رينجرز ونادي بيرتن ألبيون ونادي ميلوول ونادي هاروجيت تاون وهال سيتي.

## وصلات خارجية
- آدم بولدر على موقع قاعدة بيانات كرة القدم.إي يو (الإنجليزية)
- آدم بولدر على موقع Soccerbase.com (لاعب) (الإنجليزية)
- آدم بولدر على موقع Soccerway.com (الإنجليزية)
- آدم بولدر على موقع عالم كرة القدم.نت (الإنجليزية)